# Kathy Bates
Kathleen Doyle "Kathy" Bates (Memphis, 28 de junho de 1948) é uma atriz e cineasta norte-americana. Conhecida por suas performances dinâmicas no palco e na tela em uma carreira que abrange mais de cinco décadas. Ela já recebeu vários prêmios, incluindo um Oscar, dois Prêmios Emmy e dois Globos de Ouro.
Nascida em Memphis, Tennessee, Bates estudou teatro na Universidade Metodista Meridional antes de se mudar para a cidade de Nova York para seguir a carreira de atriz. Ela conseguiu papéis menores no teatro antes de ser escalada para seu primeiro papel no cinema em Procura Insaciável (1971). Ela ganhou uma indicação ao Tony Award de Melhor Atriz Principal em Peça em 1983 por sua atuação em Night, Mother, e ganhou um Obie Award em 1988 por seu desempenho em Frankie and Johnny in the Clair de Lune.
O seu papel como Annie Wilkes no thriller Louca Obsessão (1990) levou-a ao estrelato em Hollywood, fazendo Bates ganhar o Oscar de melhor atriz. Nos anos seguintes, ela atuou como protagonista em Eclipse Total (1995), O Rei da Água (1998), e em papéis coadjuvantes nos filmes Tomates Verdes Fritos (1991) e Titanic (1997). Este último, no qual ela interpretou Molly Brown, se tornou o filme de maior bilheteria até então. Bates recebeu indicações subsequentes do Oscar na categoria melhor atriz coadjuvante por seu trabalho em Segredos do Poder (1998), As Confissões de Schmidt (2002) e O Caso Richard Jewell (2019).
O trabalho de Bates na televisão resultou em 14 indicações ao Emmy, incluindo duas por seu papel principal na série da NBC, A Lei de Harry (2011-12). Ela ganhou o Emmy de melhor atriz convidada numa série de comédia por sua participação na nona temporada de Dois Homens e Meio (2012) e o prêmio de melhor atriz coadjuvante em minissérie ou telefilme por sua interpretação de Delphine LaLaurie na terceira temporada de American Horror Story (2013). Ela também recebeu elogios por sua interpretação da Srta. Hannigan na adaptação para a TV do musical Annie em 1999. Como diretora Bates dirigiu vários episódios da série A Sete Palmos (2001-03) e o telefilme Ambulance Girl (2005).

## Biografia
Nascida no sul dos Estados Unidos, filha de um engenheiro metalúrgico e uma dona-de-casa, Kathy trabalhou nas profissões mais variadas antes de chegar aos palcos e às telas de cinema e televisão. Foi garçonete-cantora num hotel de luxo e é tida como uma compositora muito capaz. Por muitos anos manteve uma empresa de audiolivros.
Formou-se em teatro na Universidade Metodista do Sul e, depois, foi para Nova Iorque, onde trabalhou como caixa da loja de presentes do Museu de Arte Moderna, o MoMA. Fez sua estreia na televisão no início dos anos 70 num episódio da série The Love Boat.

## Carreira artística
Sua primeira vez na tela do cinema foi na comédia Taking Off  (no Brasil, Procura insaciável) de 1971, o primeiro filme estadunidense do diretor tcheco Milos Forman. Em 1976, estreou no circuito off-Broadway na peça Vanities, conseguindo uma indicação ao prêmio Tony, o equivalente ao Oscar do teatro estadunidense, interpretando uma suicida em potencial no drama Night, Mother.
Em 1982, sob a direção de Robert Altman, atuou no drama Come Back to the Five and Dime, Jimmy Dean, Jimmy Dean (no Brasil, James Dean - O mito sobrevive). No ano seguinte, apareceu no filme-catástrofe The Day After (no Brasil, O dia seguinte) e, em 1988, na comédia Arthur 2: On the Rocks (no Brasil, Arthur 2 - O milionário arruinado).
Em 1990, finalmente se consagrou ao receber o Oscar de Melhor Atriz por Misery (no Brasil, Louca obsessão), baseado em livro de mesmo nome do escritor Stephen King, trabalho pelo qual também ganhou o Globo de Ouro e a admiração de público e critica, sendo sempre lembrada por sua atuação sinistra ao dar vida a insana e obsessiva Annie Wilkes, considerada uma das grandes vilãs do Cinema. Por essa atuação se tornou a primeira atriz a ganhar um Oscar por uma performance em um filme de Terror (terro/suspense).
Também participou do drama White Palace (no Brasil, Loucos de paixão), ao lado de Susan Sarandon, e da comédia Dick Tracy, com Warren Beatty e Dustin Hoffman. Um de seus papéis mais admirados é o de Evelyn Couch, do sucesso Fried Green Tomatoes (no Brasil, Tomates verdes fritos), de 1991, onde foi uma das protagonistas ao lado de Jessica Tandy. No mesmo ano pode ser vista no filme At Play in the Fields of the Lord (no Brasil, Brincando nos Campos do Senhor), sob a direção do diretor argentino/brasileiro Hector Babenco.
Sob a direção de Woody Allen, em 1992, atuou em Shadows and Fog (no Brasil, Neblina e sombras), em Diabolique de 1996 e, em 1997, foi dirigida por James Cameron em Titanic, onde interpretou a nova-rica e inafundável Molly Brown. Em 2007 viveu a amarga "Patrícia", mãe da viúva "Holly" na comédia romântica Ps I Love You.
Kathy fez uma pequena participação na nona temporada do seriado de comédia Two and a Half Men da rede CBS. No papel, ela interpreta o fantasma de Charlie Harper, que assombra Alan quando ele está internado no hospital.
Entre outubro de 2013 até janeiro de 2014 interpretou Madame LaLaurie, no seriado American Horror Story: Coven.
Em 2014 Kathy fez uma participação na quarta temporada do seriado de comédia Mike & Molly da rede CBS. Ela interpretou Kay McKinnon, a amiga dos sonhos de Molly (Melissa McCarthy), mas ela é uma grande amiga de sua sogra Peggy (Rondi Reed). No mesmo ano também ao lado de Melissa McCarthy atuou como Lenore no filme Tammy.
Já em outubro de 2014 até janeiro de 2015, Kathy interpretou Ethel Darling, no seriado American Horror Story: Freak Show.
Em outubro de 2015, Kathy Bates  esteve no elenco de American Horror Story: Hotel como a perigosa Iris.
Na sua quarta participação na série, Bates é mais uma vez elogiada e aclamada, agora pela interpretação da psicótica Agnes Mary Wintsted, a intérprete da Carniceira (The Butcher) em American Horror Story: Roanoke de Setembro a Novembro de 2016.
Recebeu mais uma indicação ao Oscar em 2020 por Richard Jewell, de Clint Eastwood, no qual interpretou a mãe do protagonista, Barbara "Bobi" Jewell.

## Carreira

### 1970 - 1989: Primeiros Papeis e Sucesso no Teatro
Depois de se mudar para a cidade de Nova York, Bates trabalhou em vários empregos, bem como em papéis menores no teatro, enquanto lutava para encontrar trabalho como atriz. Em 1971, Bates foi escalada para um papel secundário na comédia de Miloš Forman , Taking Off (creditada como "Bobo Bates"), seu primeiro papel em um longa-metragem. Depois disso, ela continuou a lutar para encontrar papéis de atriz, mais tarde alegando em uma entrevista ao The New York Times que mais de um agente de elenco disse a ela que ela não era suficientemente atraente para ser uma atriz de sucesso.
Após o lançamento de Taking Off , Bates não trabalhou em outro longa-metragem até que contracenou com Dustin Hoffman em Straight Time (1978). Ao longo da década de 1970, ela continuou a se apresentar no teatro. Sua primeira atuação off-Broadway foi na produção de 1976 chamada Vanities. Bates posteriormente interpretou o papel de Lenny na primeira produção de Crimes of the Heart no Actors Theatre of Louisville em 1979. Começando em 1980, ela apareceu em Fifth of July . Em 1982, ela estrelou oss filmes Come Back to the Five,Dime, Jimmy Dean, Jimmy Dean ao lado de atrizes como Karen Black e Cher. Durante esse tempo, ela também começou a trabalhar na televisão, estrelando em uma variedade de novelas como The Doctors , All My Children e One Life to Live.

### 1990- 2009:  Descoberta e aclamação
A atuação de Bates no filme de terror de 1990, Misery , baseado no livro homônimo de Stephen King , marcou sua descoberta em Hollywood.  O filme foi um sucesso comercial e de crítica e sua atuação como Annie Wilkes foi recebida com ampla adulação da crítica. Também naquele ano, ela teve um papel no filme policial de Warren Beatty Dick Tracy (1990). No ano seguinte, ela ganhou o Oscar de Melhor Atriz e o Globo de Ouro de Melhor Atriz - Drama  pelo papel de Annie Wilkes em Misery. O American Film Institute incluiu Annie Wilkes (interpretada por Bates) em na Lista dos "100 Heróis e Vilões" , classificando-a como a 17.ª vilã mais icônica (e a sexta vilã mais icônica) da história do cinema. Logo depois, ela estrelou o aclamado filme de 1991 Fried Green Tomatoes , baseado no romance da atriz cômica Fannie Flagg. Por sua atuação neste filme, ela recebeu uma indicação ao Prêmio BAFTA. Em 1995, Bates interpretou o personagem-título em Dolores Claiborne , outra adaptação bem recebida de Stephen King, pela qual ela foi indicada Prêmio Saturno.
Em 1996, Bates recebeu sua primeira nomeação para o  Emmy Awards de Melhor Atriz Coadjuvante em Minissérie ou Filme na série da HBO The Late Shift (1996).  Esse papel também rendeu a Bates sua segunda vitória no Globo de Ouro na categoria de Melhor Atriz Coadjuvante - Série, Minissérie ou Filme para Televisão e seu primeiro prêmio Screen Actors Guild por Melhor Performance. Bates ganhou maior reconhecimento em 1997, quando ela retratou Molly Brown no épico romance Titanic de James Cameron, com base no naufrágio do RMS Titanic em 1912. O filme se tornou o filme de maior bilheteria de todos os tempos em todo o mundo em 1998, e assim permaneceu por doze anos, até Avatar (2009), também escrito e dirigido por Cameron, superou-o em 2010. Ela recebeu sua segunda indicação ao Oscar (e a primeira na categoria Melhor Atriz Coadjuvante ) por seu trabalho como a conselheira política Libby Holden em Primary Colors (1998), que foi adaptado do livro do jornalista político.
Ao longo dos anos 2000, Bates trabalhou consistentemente no cinema de Hollywood, muitas vezes desempenhando papéis coadjuvantes em vários filmes, como Rumor Has It ...(2005), Failure to Launch (2006), PS I Love You (2007), The Day the Earth S Standing Still (2008) e The Blind Side (2009). Durante esse tempo, ela também apareceu com frequência na televisão. Ela estrelou dez episódios da série dramática da HBO Six Feet Under , pela qual recebeu uma indicação ao Emmy Awards de Melhor Atriz Convidada em Série Dramática em 2003.

### 2010 – presente: sucesso contínuo
Em 2010, Bates apareceu no filme de comédia romântica Dia dos Namorados, dirigido por Garry Marshall. De 2010 a 2011, ela teve um papel recorrente como convidada no sitcom da NBC The Office como Jo Bennett. Seu primeiro papel principal em uma série de televisão foi no drama jurídico de David E. Kelley , Harry's Law ,  que começou a ser exibido na NBC em 17 de janeiro de 2011, mas foi posteriormente cancelado em 14 de maio de 2012. Her first lead role on a television series was in David E. Kelley's legal drama Harry's Law, em 2011, ela interpretou colecionador de arte famoso Gertrude Stein em Midnight in Paris de Woody Allen. Em 2012, Bates fez uma aparição especial em Two and a Half Men como o fantasma de Charlie Harper no episódio "Why We Gave Up Women", que foi ao ar em 30 de abril de 2012. Essa participação especial resultou na conquista de seu primeiro Emmy Awards na categoria de Melhor Atriz Convidada em Série Comédia, após nove indicações.
Em 2013, ela começou a estrelar a terceira temporada da série American Horror Story intitulada  Coven , como Delphine LaLaurie , Por esse papel, ela ganhou seu segundo prêmio Emmy Awards, na categoria de Melhor Atriz Coadjuvante em Minissérie ou Filme. Bates voltou para a quarta temporada de American Horror Story intitulada  Freak Show , desta vez como Ethel Darling. Ela posteriormente retornou para a quinta temporada , Hotel , onde interpretou Iris. Bates voltou para sua quarta e sexta temporada do programa, American Horror Story: Roanoke , interpretando dois personagens - Thomasin "The Butcher" White e Agnes Mary Winstead. Ela recebeu mais indicações ao Emmy por cada temporada. Em 20 de setembro de 2016, Bates recebeu uma estrela na Calçada da Fama de Hollywood por seu trabalho na indústria cinematográfica. Sua estrela está localizada em 6927 Hollywood Boulevard.
Em 2019, Bates interpretou a política americana Miriam A. Ferguson no filme policial da Netflix , The Highwaymen. Ela também estrelou o drama biográfico de Clint Eastwood , Richard Jewell , interpretando a mãe do indivíduo título . Por sua atuação, ela foi indicada ao Globo de Ouro de Melhor Atriz Coadjuvante - Filme , bem como sua quarta indicação ao Oscar (também na categoria Melhor Atriz Coadjuvante ).